# E.M.D.
E.M.D. ist eine schwedische Pop-Band. 

## Geschichte
Die Boygroup entstand 2007 und setzt sich zusammen aus Erik Segerstedt, Mattias Andréasson und Danny Saucedo, alle drei ehemalige Teilnehmer der schwedischen Castingshow „Idol“.
Ihre erste Single All for Love (erschienen im Dezember 2007) wurde in Schweden gleich zum Nummer-eins-Hit. Sie verblieb sechs Wochen an der Spitze der schwedischen Musikcharts und insgesamt elf Wochen in den Top-10. Darauf folgten mit den Singles „Jennie Let Me Love You“ im Frühjahr 2008, „Alone“ im Herbst 2008 und „Baby Goodbye“ im Frühjahr 2009 drei weitere Nummer-eins-Hits. Im Frühjahr 2008 erschien das Debütalbum „A State of Mind“, das auf Platz eins der schwedischen Hitparade einstieg und insgesamt 42 Wochen lang in den Charts verblieb. 

## Diskografie
Alben
- 2008: A State of Mind
- 2009: Välkommen Hem
- 2010: Rewind